# Tonna (gastropoda)

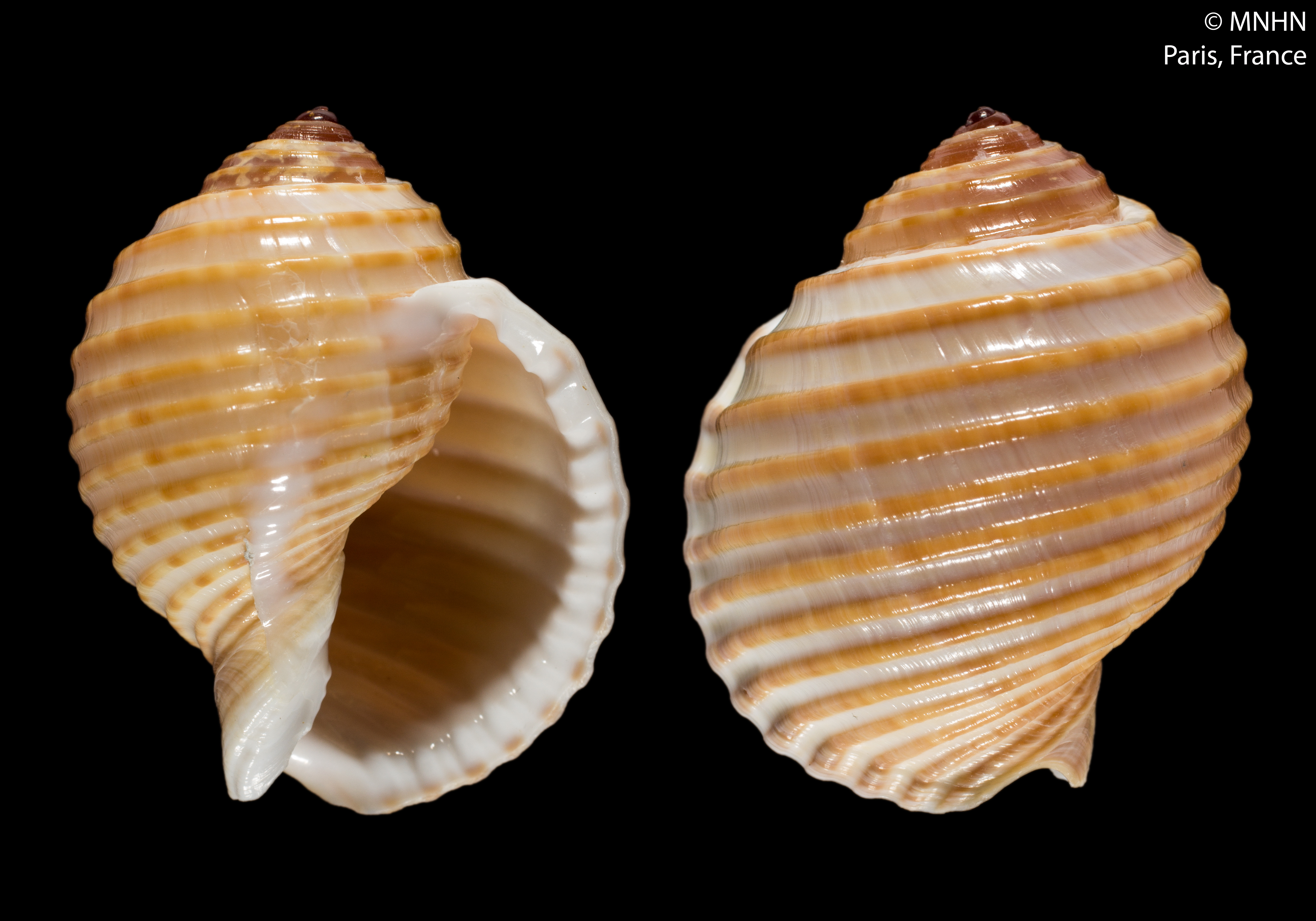
Tonna allium, Madagascar, 2005

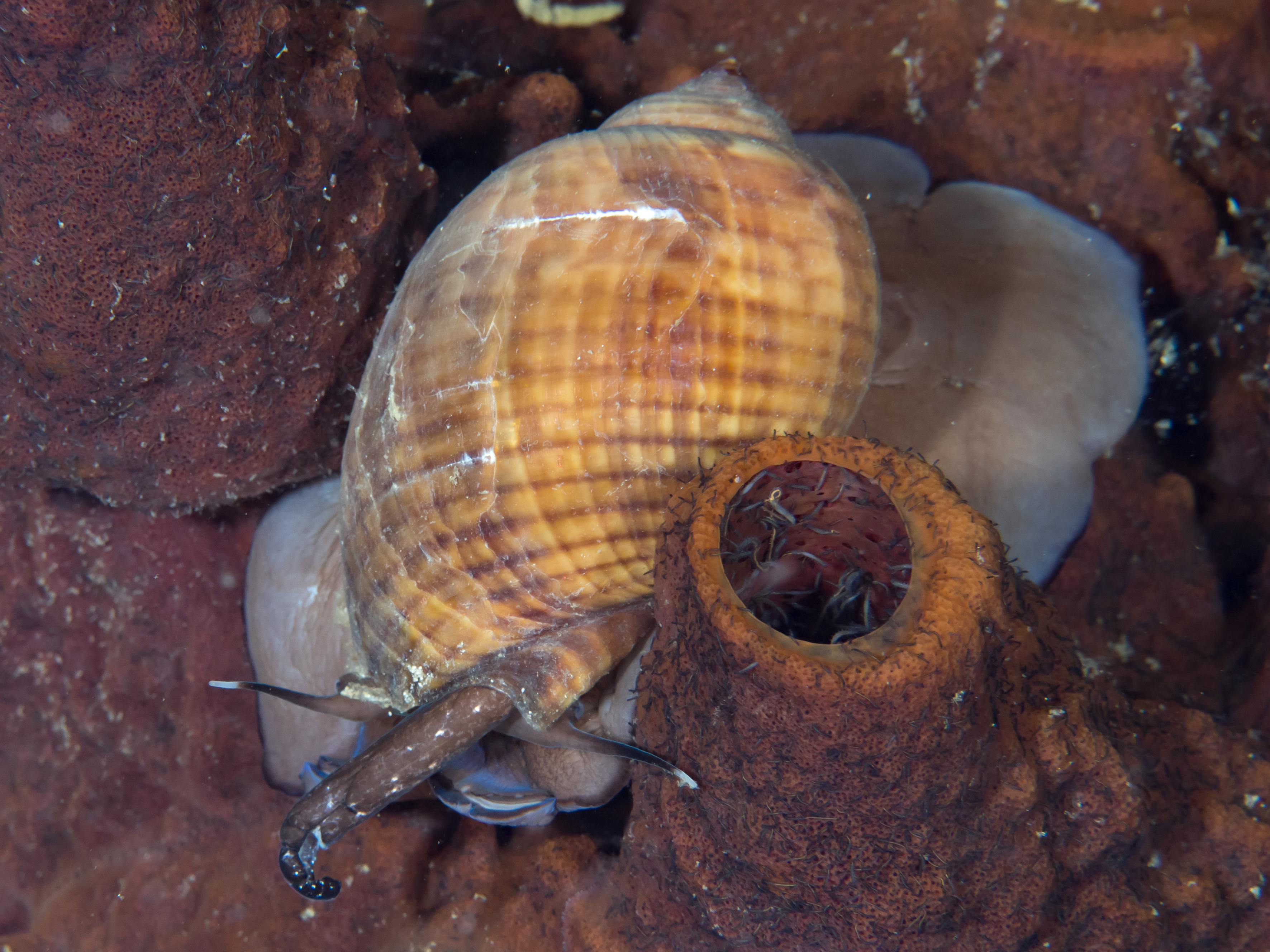
Tonna canaliculata, Indonesia, 2018

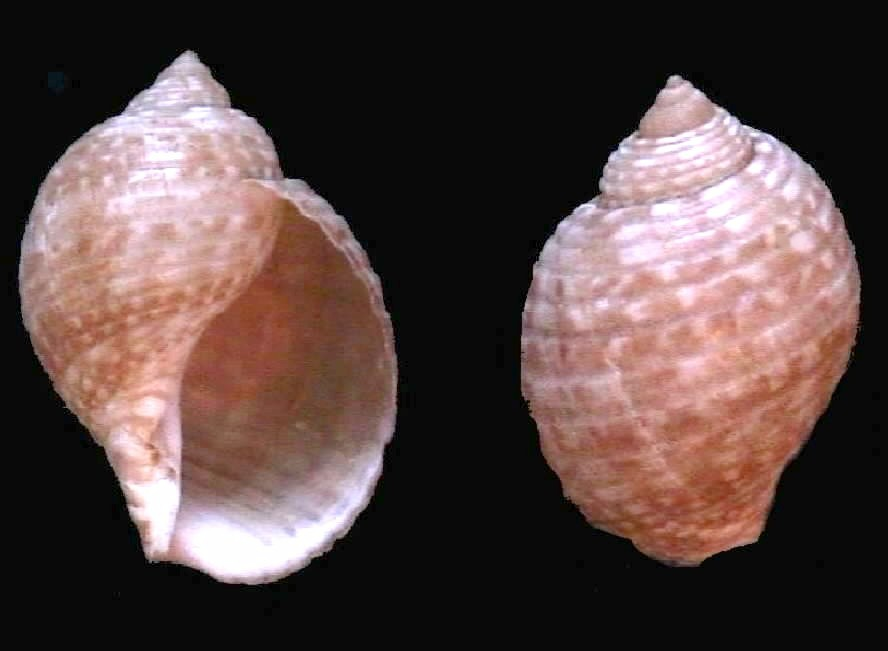
Tonna maculosa, sin. di Tonna pennata, Nueva Esparta, Venezuela, 2011

Tonna  Brünnich, 1771 è un genere di molluschi gasteropodi della sottoclasse Caenogastropoda, nella famiglia Tonnidae.

## Descrizione
Le specie di Tonna hanno il piede molto grande, troncato davanti, attenuato dietro; mantello non riflesso sulla conchiglia; tentacoli cilindrici, distanti, occhi alla loro base esterna su pedicelli distinti; proboscide lunga, spessa; sifone lungo; organo copulatore grande, ricurvo, con solco longitudinale, terminante con uncino carnoso. È presente una mascella. Radula avente un dente centrale allungato e 2 cuspidi laterali più corte; denti laterali e marginali appuntiti, semplici. Guscio sottile, ventricoso, globosamente ovale; guglia generalmente corta, spirali con nervature depresse a spirale; apertura molto grande, largamente sinuata alla sua base; labbro esterno crenulato, lirato all'interno; columella attorcigliata, con una piega in corrispondenza della fasciola basale, terminante con un becco in basso. Priva di opercolo.

## Tassonomia
Il genere Tonna conta 29 specie riconosciute:
- Tonna alanbeui Vos, 2005
- Tonna allium (Dillwyn, 1817)
- Tonna ampullacea (Philippi, 1845)
- Tonna berthae Vos, 2005
- Tonna boucheti Vos, 2005
- Tonna canaliculata (Linnaeus, 1758)
- Tonna chinensis Dillwyn, 1817
- Tonna cumingii (Hanley in Reeve, 1849)
- Tonna deshayesii (Reeve, 1849)
- Tonna dolium (Linnaeus, 1758)
- Tonna dunkeri (Hanley, 1860)
- Tonna galea (Linnaeus, 1758)
- Tonna hawaiiensis Vos, 2007
- Tonna lischkeana (Küster, 1857)
- Tonna luteostoma (Küster, 1857)
- Tonna melanostoma (Jay, 1839)
- Tonna morrisoni Vos, 2005
- Tonna oentoengi Vos, 2005
- Tonna pennata (Mörch, 1853)
- Tonna perdix (Linnaeus, 1758)
- Tonna poppei Vos, 2005
- Tonna rosemaryae Vos, 1999
- Tonna sulcosa (Born, 1778)
- Tonna tankervillii (Hanley, 1860)
- Tonna tenebrosa (Hanley, 1860)
- Tonna tessellata (Lamarck, 1816)
- Tonna tetracotula Hedley, 1919
- Tonna variegata (Lamarck, 1822)
- Tonna zonata (Green, 1830)